# Thomas Thomson
Thomas Thomson Jr. (Glasgow, 4 de diciembre de 1819 - París, 18 de marzo de 1875) fue un químico, profesor, naturalista, y científico de la Compañía Británica de las Indias Orientales para luego ser botánico.
Era hijo de Erik Thomson (1773-1852), profesor de Química en Glasgow.
Fue amigo de Joseph Dalton Hooker, ayudándolo en el primer volumen de Flora Indica. Más tarde, sería superintendente del Jardín Botánico de Calcuta, desde 1855.
Las colecciones hechas por Joseph Dalton Hooker (1817-1911) y por él mismo fueron transferidas a Calcuta.

## Algunas publicaciones
- 1852. Western Himalaya & Tibet

## Honores

### Epónimos
- género fósil Thomasonia Wall.

- La abreviatura «Thomson Jr» se emplea para indicar a Thomas Thomson como autoridad en la descripción y clasificación científica de los vegetales.[1]

Realizó más de 1000 identificaciones y clasificaciones de nuevas especies, las que publicaba habitualmente en : Fl. Brit. India; J. Proc. Linn. Soc., Bot.; Illustr. Himal. Pl.; Comp. Ind.; Linnaea.